# 宋禎漢
宋禎漢，字尔东，别號荆璞，福建興化府莆田縣軍籍。

## 生平
萬曆三十七年（1609）己酉科鄉試第三十五名舉人，四十四年（1616年）丙辰科三甲八十六名進士，刑部觀政，四十五年授寧波府推官，四十六年本省同考，天啓元年應天府同考，天启二年（1622年）六月行取考选，三年授山東道御史，巡视南城，四年督饷川廣湖貴四省，六年（1626）六月命往淮扬巡盐，寻转巡按直隶御史。次年七月巡按應天府时，为魏忠贤建生祠，晋升太仆寺少卿。崇祯改元，以魏忠贤逆案，崇祯二年削籍为民。隆武二年（即顺治三年，1646）复原官。著有《江北矜情录》。

## 家族
曾祖宋正，大理寺副。祖父宋萬葉，雲南副使。父宋光台，舉人，明代书法家。

## 引用
1. ↑  《萬曆四十四年丙辰科進士序齒録》：宋禎漢，荆璞，書一房，庚寅八月初五日生。